# Estación de Zamudio
Zamudio es una estación de ferrocarril en superficie perteneciente a la línea 3 de Euskotren Trena (línea del Txorierri). Se ubica en el municipio vizcaíno de Zamudio, en la plaza Sabino Arana, frente al ayuntamiento. Su tarifa corresponde a la zona 2 del Consorcio de Transportes de Bizkaia.
Las estación cuenta con accesos por escaleras y rampas, y es de andén único.

## Accesos
- Plaza Sabino Arana, 5
- Avenida del Txorierri

## Conexiones
Euskotren Autobusa ofrece un servicio de lanzadera entre la estación y el Parque Tecnológico de Vizcaya. También pasan por la estación varias líneas de Bizkaibus.

## Futuro
La puesta en marcha de la línea 3 del metro de Bilbao ha supuesto la integración de la línea del Txorierri en la red de metro y la mejora de las frecuencias de paso. A finales de 2016 se adjudicaron los trabajos de renovación para adecuar la estación a las nuevas unidades y a las personas de movilidad reducida.